# Nupserha pallidipennis
Nupserha pallidipennis là một loài bọ cánh cứng trong họ Cerambycidae.